# Peña Quemada
Peña Quemada är en ort i Mexiko.   Den ligger i kommunen Santa María Chilchotla och delstaten Oaxaca, i den sydöstra delen av landet, 280 km öster om huvudstaden Mexico City. Peña Quemada ligger 291 meter över havet och antalet invånare är 235.
Terrängen runt Peña Quemada är varierad. Runt Peña Quemada är det ganska tätbefolkat, med 65 invånare per kvadratkilometer. Närmaste större samhälle är Río Lodo, 7,6 km sydost om Peña Quemada. I omgivningarna runt Peña Quemada växer i huvudsak städsegrön lövskog.